# Federico Ricci (piłkarz)
Federico Ricci (ur. 27 maja 1994 w Rzymie) – włoski piłkarz występujący na pozycji napastnika we włoskim klubie Genoa CFC, do którego jest wypożyczony z Sassuolo oraz w reprezentacji Włoch do lat 21. W swojej karierze grał także w Crotone.